# 1970년 FIFA 월드컵 예선
1970년 FIFA 월드컵 예선에는 총 75개국이 참가를 신청하였는데, 16장의 본선 진출권 가운데 멕시코가 개최국 자격으로 자동 진출하게 되었고, 잉글랜드가 지난 대회 우승 팀 자격으로 자동 진출하여, 14장의 진출권을 놓고 예선을 치렀다.
1970년 FIFA 월드컵에 출전하게 될 14개의 티켓은 배분은 아래와 같이 이루어졌다.
- 유럽 (UEFA) : 9장 (30개 팀), 8장 (본선 직행) + 1장 (전년도 우승 팀 잉글랜드)
- 남아메리카 (CONMEBOL) : 3장 (10개 팀)
- 북아메리카 (CONCACAF) : 2장 (13개 팀), 1장 (본선 직행) + 1장 (개최국 멕시코)
- 아프리카 (CAF) : 1장 (13개 팀)
- 아시아 (AFC)와 오세아니아 (OFC) : 1장 (7개 팀)

## 지역 예선
- 유럽 (UEFA)

알바니아는 FIFA로부터 출전을 거절당함.
1조 - 루마니아 본선 진출.
2조 - 체코슬로바키아 본선 진출.
3조 - 이탈리아 본선 진출.
4조 - 소련 본선 진출.
5조 - 스웨덴 본선 진출.
6조 - 벨기에 본선 진출.
7조 - 서독 본선 진출.
8조 - 불가리아 본선진출.
- 남미 (CONMEBOL)

1조 - 페루 본선 진출.
2조 - 브라질 본선 진출.
3조 - 우루과이 본선 진출.
- 북중미카리브 (CONCACAF)

쿠바는 FIFA로부터 출전을 거절당함.
1차 예선
1조 - 미국 2차 예선 진출.
2조 - 아이티 2차 예선 진출.
3조 - 온두라스 2차 예선 진출.
4조 - 엘살바도르 2차 예선 진출.
2차 예선
1조 - 아이티 최종 예선 진출.
2조 - 엘살바도르 최종 예선 진출.
최종 예선
엘살바도르 본선 진출.
- 아프리카 (CAF)

기니와 자이르는 FIFA로부터 출전을 거절당함.
1차 예선
튀니지, 모로코, 에티오피아, 수단, 나이지리아 2차 예선 진출.
가나는 자동으로 최종 예선 진출.
2차 예선
모로코, 수단, 나이지리아 최종예선 진출.
최종 예선
모로코 본선진출.
- 아시아·오세아니아 (AFC·OFC)

조선민주주의인민공화국 기권.
1차 예선
오스트레일리아 2차 예선 진출.
2차 예선
1조 - 오스트레일리아 최종 예선 진출.
2조 - 이스라엘 최종 예선 진출.
최종 예선
이스라엘 본선 진출.

## 본선 진출국
|  | 본선 진출                 |
|  | 탈락 (기권과 실격을 포함) |
|  | 불참                      |
|  | FIFA 비회원               |

| 팀             | 참가 자격                        | 본선 진출 확정일 | 통산 출전 횟수 | 마지막 진출 | 연속 진출 횟수 | 역대 최고 성적                                 |
| -------------- | -------------------------------- | ---------------- | -------------- | ----------- | -------------- | ---------------------------------------------- |
| 멕시코(H)      | 개최국                           | 1964년 10월 8일  | 7              | 1966        | 6              | 조별 리그 (1930, 1950, 1954, 1958, 1962, 1966) |
| 잉글랜드(C)    | 1966년 FIFA 월드컵 우승          | 1966년 7월 30일  | 6              | 1966        | 6              | 우승 (1966)                                    |
| 벨기에         | 유럽 예선 6조 1위                | 1969년 4월 30일  | 5              | 1954        | 1              | 1라운드 (1930, 1934, 1938, 1954)               |
| 우루과이       | 남미 예선 3조 1위                | 1969년 8월 10일  | 6              | 1966        | 3              | 우승 (1930, 1950)                              |
| 브라질         | 남미 예선 2조 1위                | 1969년 8월 24일  | 9              | 1966        | 9              | 우승 (1958, 1962)                              |
| 페루           | 남미 예선 1조 1위                | 1969년 8월 31일  | 2              | 1930        | 1              | 조별 리그 (1930)                               |
| 엘살바도르     | 북중미 최종 예선 1위             | 1969년 10월 8일  | 1              | 첫 출전     | 1              | 첫 출전                                        |
| 스웨덴         | 유럽 예선 5조 1위                | 1969년 10월 15일 | 5              | 1958        | 1              | 준우승 (1958)                                  |
| 서독           | 유럽 예선 7조 1위                | 1969년 10월 22일 | 7              | 1966        | 5              | 우승 (1954)                                    |
| 모로코         | 아프리카 최종 예선 1위           | 1969년 10월 26일 | 1              | 첫 출전     | 1              | 첫 출전                                        |
| 소련           | 유럽 예선 4조 1위                | 1969년 11월 4일  | 4              | 1966        | 4              | 4위 (1966)                                     |
| 루마니아       | 유럽 예선 1조 1위                | 1969년 11월 16일 | 4              | 1938        | 1              | 1라운드 (1930, 1934, 1938)                     |
| 이탈리아       | 유럽 예선 3조 1위                | 1969년 11월 22일 | 7              | 1966        | 3              | 우승 (1934, 1938)                              |
| 체코슬로바키아 | 유럽 예선 2조 1위                | 1969년 12월 3일  | 6              | 1962        | 1              | 준우승 (1934, 1962)                            |
| 불가리아       | 유럽 예선 8조 1위                | 1969년 12월 7일  | 3              | 1966        | 3              | 조별 리그 (1962, 1966)                         |
| 이스라엘       | 아시아·오세아니아 최종 예선 승자 | 1969년 12월 14일 | 1              | 첫 출전     | 1              | 첫 출전                                        |

- (H) - 개최국으로서 자동 진출

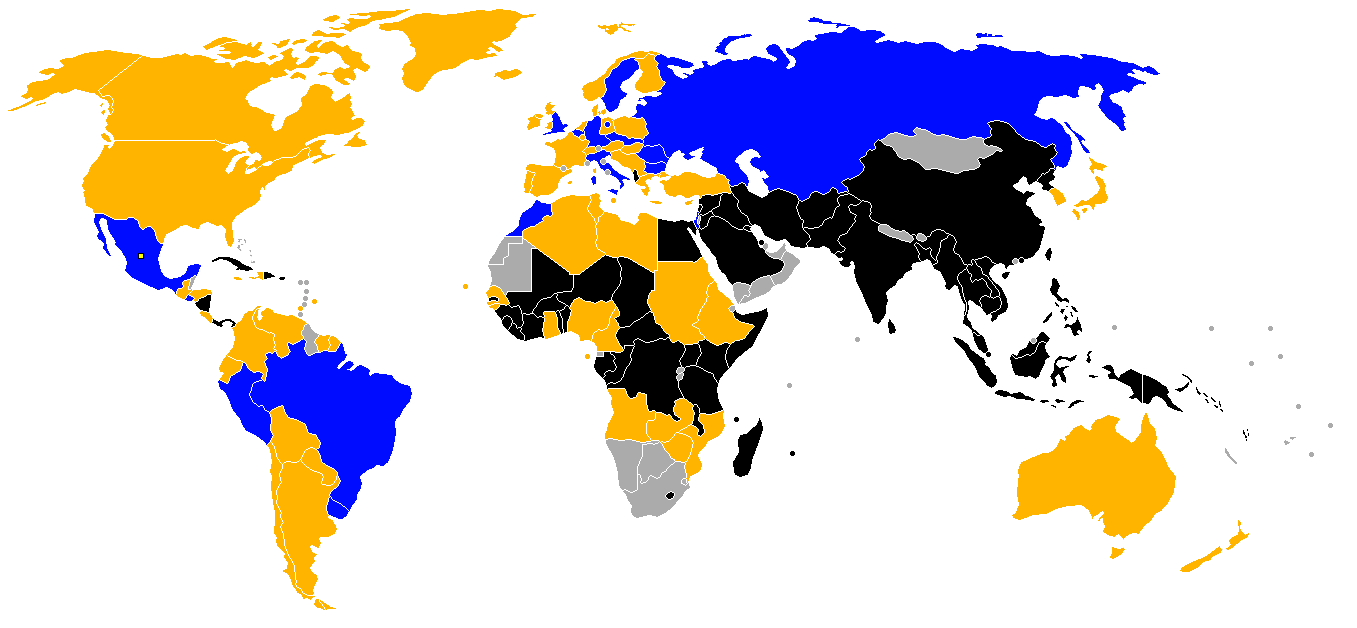
1970년 FIFA 월드컵 예선

- (C) - 1966년 FIFA 월드컵 우승 팀으로서 자동 진출